# غار ۱ در غار گل گل سفلی
اشکفت ۱ در اشکفت گل گل سفلی مربوط به دوران پارینه‌سنگی جدید - عصر آهن ۳ است و در شهرستان پل‌دختر، بخش مرکزی، دهستان ملاوی، روستای گل گل سفلی واقع شده و این اثر در تاریخ ۱۵ دی ۱۳۸۷ با شمارهٔ ثبت ۲۴۲۵۴ به‌عنوان یکی از آثار ملی ایران به ثبت رسیده است.